# رامنارونگ ساوکوایهاری
رامنارونگ ساوکوایهاری (انگلیسی: Ramnarong Sawekwiharee؛ متولد ۱۸ دسامبر ۱۹۹۶) یک تکواندوکار تایلندی است که در مسابقات قهرمانی تکواندو جهان ۲۰۱۵ و مسابقات قهرمانی تکواندو جهان ۲۰۱۷ دو مدال برنز کسب کرده‌است.